# АЭС Дрезден
АЭС Дрезден (англ. Dresden Generating Station) — действующая атомная электростанция в центральной части США.
Станция расположена на берегу реки Иллинойс в округе Гранди штата Иллинойс в 50 милях от Чикаго.

## Информация об энергоблоках
| Энергоблок | Тип реакторов       | Мощность | Мощность | Начало строительства | Физпуск    | Подключение к сети | Ввод в эксплуатацию | Закрытие   |
| Энергоблок | Тип реакторов       | Чистый   | Брутто   | Начало строительства | Физпуск    | Подключение к сети | Ввод в эксплуатацию | Закрытие   |
| ---------- | ------------------- | -------- | -------- | -------------------- | ---------- | ------------------ | ------------------- | ---------- |
| Дрезден-1  | BWR                 | 197 МВт  | 207 МВт  | 01.05.1956           | 15.10.1959 | 15.04.1960         | 04.07.1960          | 31.10.1978 |
| Дрезден-2  | BWR, BWR-3 (Mark 1) | 894 МВт  | 950 МВт  | 10.01.1966           | 07.01.1970 | 13.04.1970         | 09.06.1970          | —          |
| Дрезден-3  | BWR, BWR-3 (Mark 1) | 879 МВт  | 935 МВт  | 14.10.1966           | 12.01.1971 | 22.07.1971         | 16.11.1971          | —          |